# SN 2003hy
SN 2003hy – supernowa typu IIn odkryta 13 września 2003 roku w galaktyce IC5145. W momencie odkrycia miała maksymalną jasność 16,30m.